# Movimiento tecnocrático

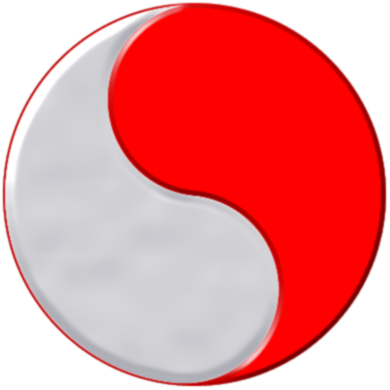
Símbolo oficial del movimiento tecnocrático.

El movimiento tecnocrático es un movimiento social originado en los Estados Unidos durante las décadas de 1920 y 1930 y aboga por un sistema social donde el bienestar humano se optimiza mediante el análisis científico y el uso extendido de la tecnología.

## Tecnocracia
Los tecnócratas abogan por la tecnocracia, esto es, una forma de gobierno en la que los científicos y demás expertos toman las decisiones al servicio de la humanidad. Los tecnócratas describen la tecnocracia como 

«sociedad sostenida por expertos técnicos que gobiernan, quienes a su vez sustentan sus posiciones mediante argumentación racional y pensamiento crítico».

## Ideas y metas
El movimiento tecnocrático busca establecer un sistema socioeconómico de crecimiento basado en la conservación, la abundancia en oposición a sistemas económicos basados en la escasez como son el capitalismo y el comunismo. La principal conclusión del movimiento tecnocrático es que el actual[sistema de precios] basado en la escasez, es un medio ilógico de distribución en un mundo tecnológicamente avanzado. La tecnocracia considera los modelos económicos, políticos y administrativos como reliquias del pasado.
Los tecnócratas afirman que los avances en la mecanización han causado un desplazamiento masivo de empleo hacia el sector de los servicios. Mayor incremento en la eficiencia y la productividad quiere decir que la mayoría de las tareas desempeñadas por empleados humanos pueden ser eliminadas o reducidas a través de una mejor gestión, automatización, y centralización. Estas tendencias deben señalar un incremento tanto en las posibilidades de producción y de tiempo para el ocio puesto que se produce más con menos mano de obra. Dentro del sistema de mercado, sin embargo, un aumento en la productividad según estas teoría conduce a reducción del personal porque las compañías necesitarían menos trabajadores y estos recibirían salarios más bajos debido a la competencia. Como consecuencia, el estándar de vida de muchos declina. Los tecnócratas por lo tanto argumentan que el sistema de mercado se enfrenta a una paradoja fundamental: A pesar de que hay máquinas disponibles para reemplazar mano de obra humana, estas no hacen nuestra vida más fácil, por el contrario la hacen más difícil. Aunque cada vez sea posible producir más debido a la tecnología, las disparidades en riqueza son mayores y el beneficio potencial de la tecnología es menos compartido. La causa fundamental del problema, según el movimiento tecnocrático, es que dependemos mucho de un sistema basado en el dinero para tomar las decisiones económicas.
Contrario a los economistas, quienes definen eficiencia en términos de una máxima asignación de recursos limitados con el fin de proporcionar mayor utilidad a sus dueños, los tecnócratas definen eficiencia en términos de evidencia empírica. Eficiencia, para los tecnócratas se mide científicamente: la tasa de energía aplicada al trabajo útil sobre la energía aplicada al sistema completo. Los tecnócratas argumentan que existe un abismo entre el mundo real de la ciencia y el mundo de la economía. Ellos afirman que las entradas necesarias para hacer la mayoría de los productos se encuentran en abundancia, especialmente aquellas que son críticas para la sociedad como alimentación, refugio, transporte, información, etc. Los tecnócratas afirman que la mayoría de los problemas sociales, como pobreza y hambre se deben a una economía defectuosa y al uso inapropiado de la tecnología. Ellos frecuentemente señalan que el actual sistema de precios es un despilfarro porque utiliza tantos recursos como sean posibles para crear un número escaso de productos (productos privados rivales y excluibles). Los tecnócratas argumentan que el uso de la tecnología y los recursos debe ser capaz de producir en abundancia.
Los tecnócratas afirman que el sistema de precios conlleva a una severa falta de poder de compra, y se ha apoyado en tácticas derrochadoras, remiendos al sistema económico, y un enorme incremento en las cantidades de deuda, las cuales empezaron a aumentar exponencialmente después de 1930. Esta deuda incluye deudas soberanas, hipotecas, deudas a largo plazo, deuda de crédito, y el creciente mercado de valores. Los tecnócratas ven la creciente deuda como una amenaza a la estabilidad del capitalismo, y afirman que el sistema eventualmente colapsará, en cuyo caso, esperan, habrá educado un número suficiente de gente para hacer cambios a la estructura económica y crear un tecnato.

## Contabilidad de la energía: una alternativa al dinero
La contabilidad de la energía es un sistema hipotético de distribución, que registra la energía usada para producir y distribuir los bienes y servicios consumidos por los ciudadanos de un Tecnato. Las unidades de este sistema de contabilidad se denominarían certificados de energía o simplemente unidades de energía, las cuales remplazarían al dinero en un Tecnato, pero a diferencia del dinero tradicional o las divisas los certificados de energía no pueden ser ahorrados o ganados sino distribuidos entre la población. La cantidad de poder de consumo dada a cada ciudadano sería calculada al determinar la capacidad productiva total (menos el mantenimiento de la infraestructura) del Tecnato y dividiéndola igualmente. Las unidades de energía o certificados no serían utilizados físicamente por la población debido a que el sistema sería computarizado. En la contabilidad de energía, el tecnato usaría información sobre los recursos naturales, capacidad industrial y hábitos de compra del ciudadano para determinar cuántos bienes y servicios consume la población, de tal forma que se pueda ajustar la producción con el consumo (con sostenibilidad).
La razones dadas para la contabilidad de energía son asegurar el estándar de vida más alto posible, así como también la igualdad entre los ciudadanos del Tecnato, y prohibir el gasto de recursos más allá de la capacidad productiva o ecológica del Tecnato. Los tecnócratas señalan que la contabilidad de energía no es racionamiento, sino una forma de distribuir la abundancia y medir la demanda. Cada ciudadano del Tecnato debe recibir cantidades iguales de poder de consumo dentro del contexto de la sostenibilidad en los que los tecnócratas llaman un diseño social científico.

## Los Tecnatos

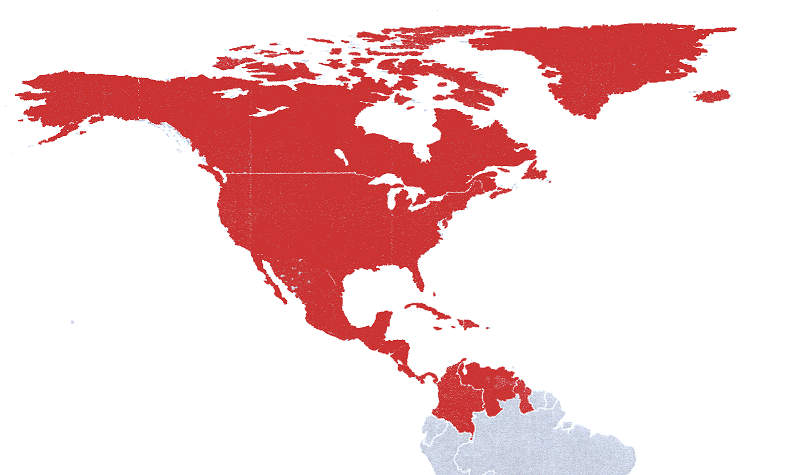
Extensión del propuesto Tecnato Norteamericano.

El término tecnato fue acuñado por el movimiento tecnocrático para describir la región sobre la cual operaría una sociedad tecnocrática. Todos los recursos y la industria de esta región o territorio serían usados para proporcionar una abundancia de bienes y servicios a los ciudadanos.
Según los tecnócratas, un Tecnato no puede simplemente fundarse como un país moderno actual. Éste tiene varios requerimientos que deben cumplirse con el fin de operar.
- Debe tener suficientes recursos naturales para crear abundancia.
- Debe tener una base industrial y científica preexistente.
- Debe tener una cantidad suficiente de personal cualificado para operar la infraestructura que proporciona la abundancia.

Según el movimiento tecnócrata estadounidense, Norteamérica es actualmente el único territorio capacitado para constituir un Tecnato. Éste sería el Tecnato Norteamericano. Esto pondría fin al actual sistema de precios.

### Tecnato norteamericano
El tecnato norteamericano sería diseñado para transformar a Norteamérica en una sociedad tecnocrática. En el plan se incluiría Canadá, cuyos ricos depósitos de minerales y poder hidroeléctrico se complementarían con la capacidad industrial y agrícola de Estados Unidos y la abundancia energética de México .
El tecnato norteamericano incluiría toda Norteamérica, América Central, el Caribe, partes de Sudamérica y Groenlandia, comprendiendo 30 naciones modernas, así como varios territorios dependientes. Si este tecnato fuera fundado hoy, contendría aproximadamente 600 millones de habitantes y su área total sería de 26 millones de km², haciéndolo la nación más grande de la tierra. Su territorio se extendería desde el Polo Norte hasta la línea del Ecuador y desde la línea internacional de la fecha hasta el Océano Atlántico.

## Los Urbanatos: una alternativa a las ciudades
Una vez se haya establecido el tecnato, los tecnócratas proponen construir una nueva forma de ciudad llamada Urbanato. Un urbanato sería esencialmente un conjunto de edificios donde los ciudadanos viven y trabajan. Estos lugares tendrían todas las instalaciones necesarias para la vida en comunidad como escuelas, hospitales, áreas comerciales, gestión de desperdicios e instalaciones de reciclaje, centros deportivos y áreas públicas.
Los tecnócratas ven los urbanatos como algo semejante a los resorts, pero con un diseño cuidadoso del medio ambiente. Al urbanato se llegaría a través de sistemas de transporte masivo.
Los urbanatos estarían conectados mediante una red de trenes de alta velocidad, redes de canales y transporte aéreo. Estos sistemas también estarían conectados a los sitios industriales para transporte de bienes a los consumidores y a todas las áreas vacacionales y recreacionales del tecnato.
La razón por la que los tecnócratas proponen la reestructuración de la vida urbana se debe a que las ciudades modernas se han planeado y construido de una manera precaria, de una forma aleatoria, lo cual ha llevado a ineficiencias y desperdicio. Los tecnócratas proponen que las áreas urbanas viejas sean gradualmente recicladas para aprovechar sus recursos (como acero, vidrio, plástico, etc.), los cuales a su vez se usarían para la construcción de los urbanatos. Las estructuras de valor histórico se preservarían.